# Blepharis refracta
Blepharis refracta är en akantusväxtart som beskrevs av Gottfried Wilhelm Johannes Mildbraed. Blepharis refracta ingår i släktet Blepharis och familjen akantusväxter. Inga underarter finns listade i Catalogue of Life.